# Paul Pisk
Paul Amadeus Pisk, född 16 maj 1893 i Wien, död 12 januari 1990 i Los Angeles var en österrikisk-amerikansk tonsättare och musikolog. ”Pisk Prize” (Pisk-priset), uppkallat efter honom, är en utmärkelse som utdelas årligen av American Musicological Society för en examensuppsats inom musikvetenskap.
Pisk var elev till Arnold Schönberg och Guido Adler.